# NGC 6139
NGC 6139 (другие обозначения — GCL 43, ESO 331-SC4) — шаровое скопление в созвездии Скорпион.
Этот объект входит в число перечисленных в оригинальной редакции «Нового общего каталога».